# Evangelische Kirche Hüffenhardt

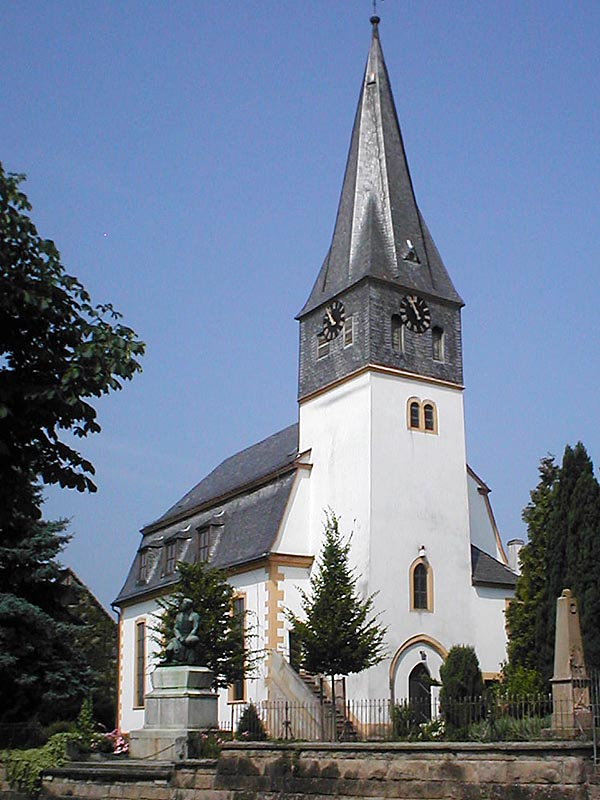
Evangelische Kirche Hüffenhardt

Die Evangelische Kirche ist die Pfarrkirche von Hüffenhardt, einer Gemeinde im Neckar-Odenwald-Kreis in Baden-Württemberg. Das Bauwerk ist beim Landesamt für Denkmalpflege Baden-Württemberg als Baudenkmal eingetragen. Die Kirche gehört zum Kirchenbezirk Mosbach der Evangelischen Landeskirche in Baden.

## Beschreibung
Die Saalkirche wurde 1738/40 anstelle eines gotischen Vorgängerbaus errichtet, von der im Kern der Kirchturm übernommen wurde, der mit einem schiefergedeckten Geschoss aufgestockt wurde, das die Turmuhr und den Glockenstuhl beherbergt, und mit einem spitzen Helm bedeckt wurde. An ihn wurde das nach Westen dreiseitig geschlossene Langhaus mit vier Achsen angebaut, das mit einem Mansarddach bedeckt wurde. 
Der mit einer kassettierten Tonnengewölbe überspannte Innenraum des Langhauses ist an drei Seiten mit doppelstöckigen Emporen ausgestattet. An der Brüstung der unteren Empore befindet sich ein Zyklus über das Leben von Jesus Christus. Zur Kirchenausstattung gehört ein 1780 gebauter Altar, der mit einem geschnitzten Baldachin bedeckt ist. Die Orgel auf der oberen Empore wurde 1815 von Anton Overmann I. gebaut.